# Arabské moře
Arabské moře (arabsky بحر العرب‎ Baḥr al-ʿArab, persky دریای عرب‎ Darjá-je ʿArab, sindhsky عربي سمنڊ ʿArabī samand, urdsky بحیرہ عرب Bahīrah ʿArab, anglicky Arabian Sea, hindsky अरब सागर Arab sāgar, gudžarátsky અરબ સાગર Arab sāgar, maráthsky अरबी समुद्र Arabī samudra, konkánsky ओरबि दोरिया Ōrabi dōriyā, kannadsky ಅರಬ್ಬೀ ಸಮುದ್ರ Arabbī samudra, malajálamsky അറബിക്കടല്‍ Arabikkatal, somálsky Bada Carbeed) tvoří severozápadní část Indického oceánu. Od západu k východu měří asi 2 400 km široké a jeho maximální hloubka dosahuje 4 652 m.

## Geografie
Moře je ohraničeno na východě Indií, na severu Pákistánem a částečně Íránem a na západě Arabským poloostrovem – tedy Ománem a Jemenem. Afriky se Arabské moře dotýká v Somálsku. Jižní hranice se dá položit mezi severovýchodním cípem Somálska a jižním koncem Indie.
Z Arabského moře vybíhají dva velké zálivy, Adenský a Ománský. Adenský záliv je průlivem Bab-al-Mandab spojen s Rudým mořem a Ománský Hormuzským průlivem s Perským zálivem. Na indickém pobřeží jsou menší zálivy Kambajský a Kačský. Ostrovů je v Arabském moři málo. Na západě leží souostroví Sokotra a na východě Lakadivy a částečně i Maledivy.
Značná část pobřeží leží v pouštních a polopouštních oblastech, v Indii je zase pobřeží lemováno hradbou Západního Ghátu, proto významných přítoků nemá Arabské moře mnoho. Nejdůležitější je jednoznačně Indus, případně také Šatt al-Arab, který se ale nevlévá přímo do Arabského moře, nýbrž do Perského zálivu. V Pákistánu jsou ještě významné přítoky Dašt a Hab, v Indii pak řeka Narmada.

## Historie
Obchodní cesty spojující Blízký východ, východní Afriku, Indii a dále jihovýchodní Asii a Čínu vedly přes Arabské moře již od starověku. Při plavbách se využívalo monzunů. Hlavní obchodní cesta je dnes zejména ta z Perského zálivu, odkud se vyváží ropa. Další důležité spojení vede přes Arabské moře z Rudého moře k Indii.

## Významné přístavy
Nejvýznamnějšími městy na pobřeží Arabského moře jsou Bombaj, Surat, Goa, Mangalúru a Kochi v Indii, Karáčí a Gwadar v Pákistánu a Aden v Jemenu.

Obchodní cesty
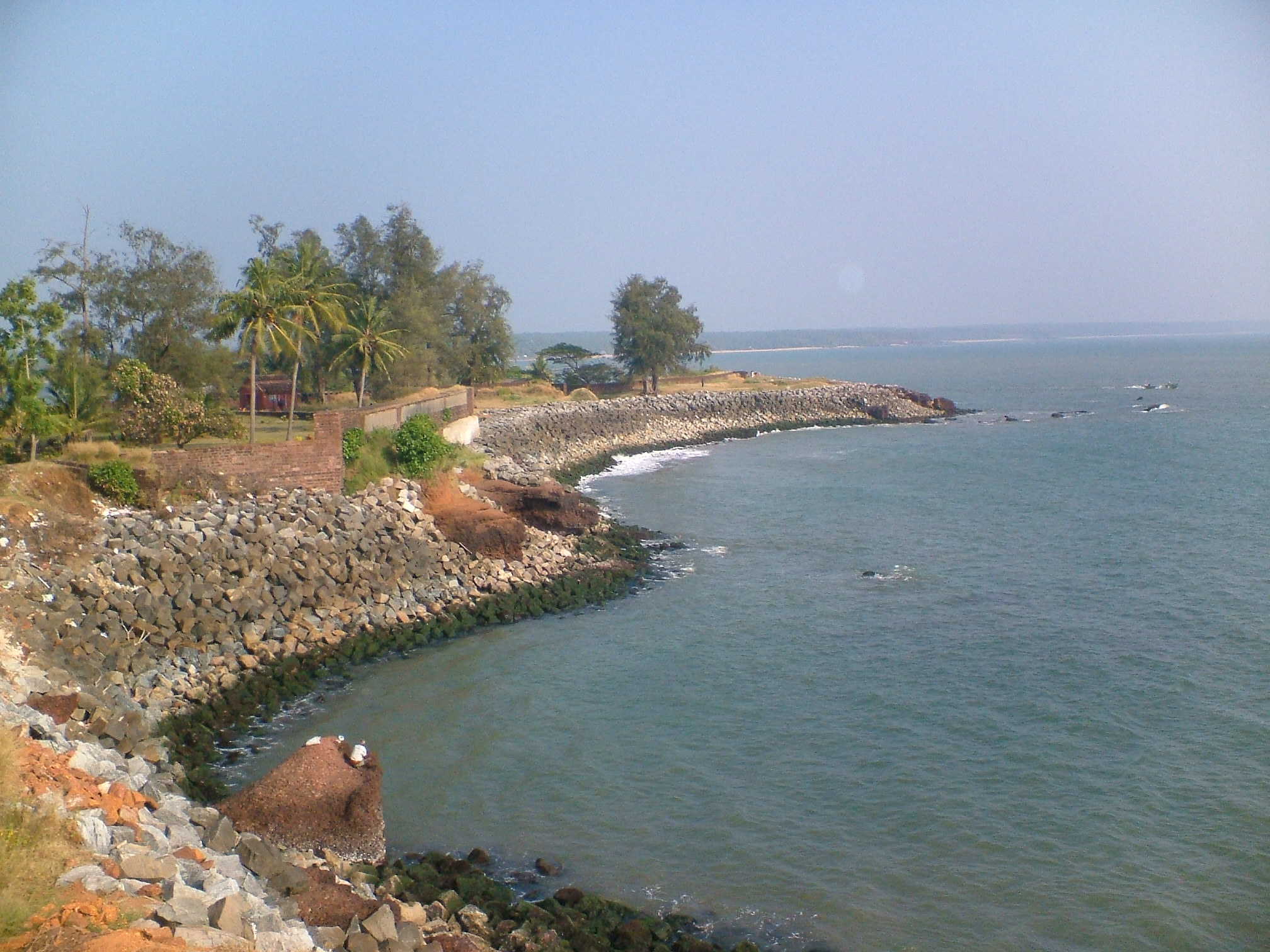
Pohled na Arabské moře nedaleko indického města Kannur
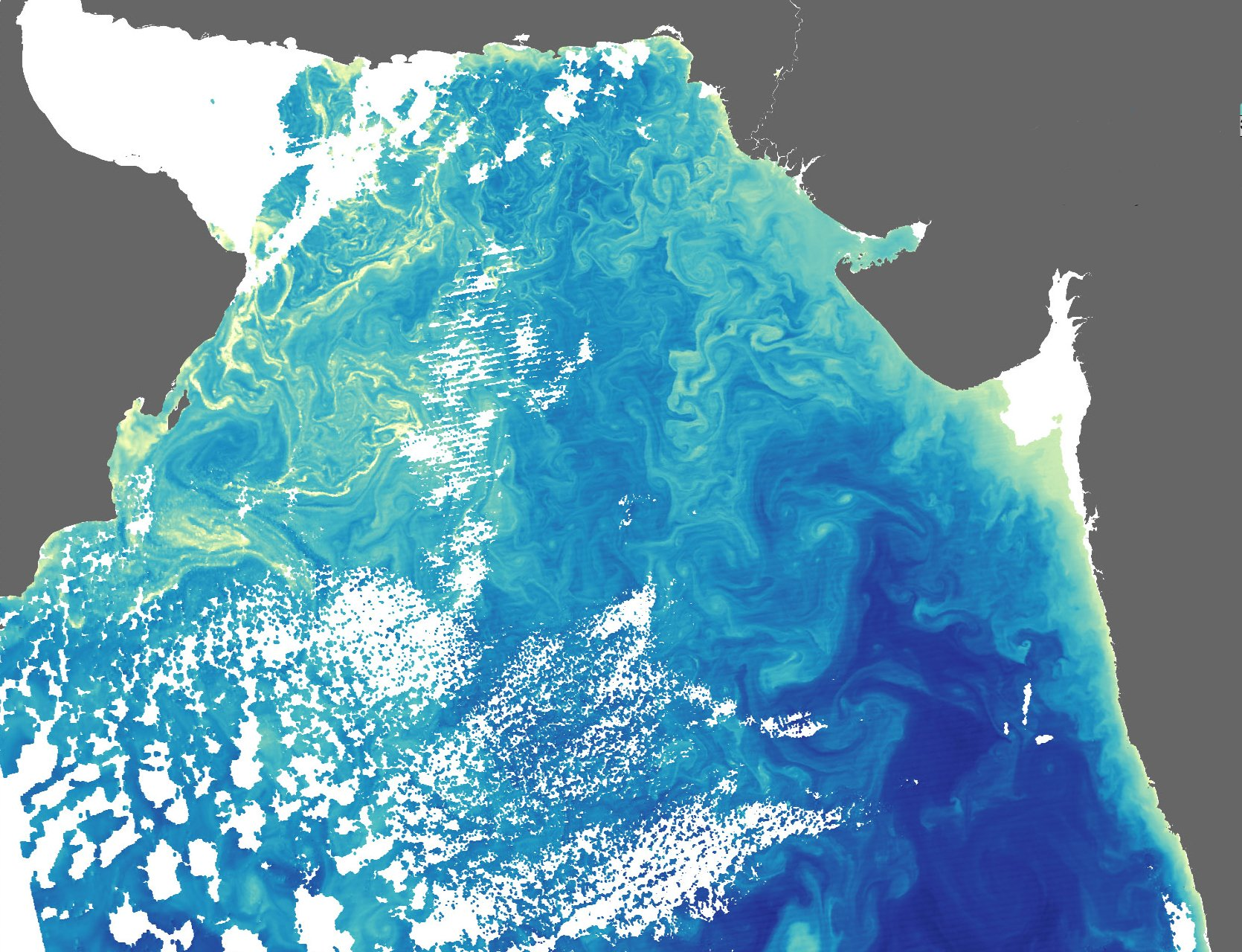
Plankton v Arabském moři
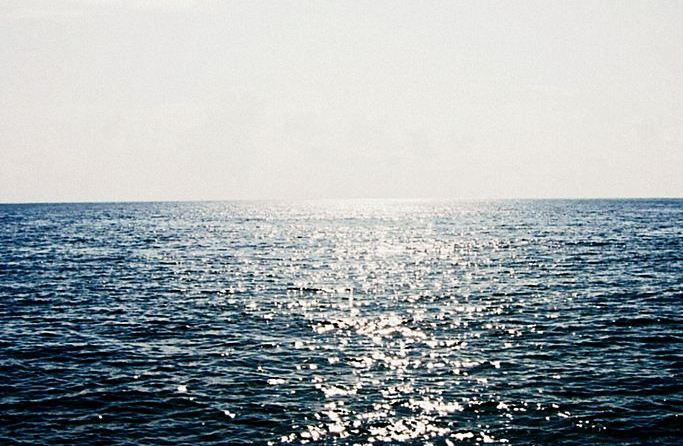
Širé moře